# الحسين بن الجلاب
الحسين بن عبد الرحمن، المعروف بابن الجلاب أحد المحققين في علم الهندسة والهيئة، وكانت له مع ذلك عناية بالمنطق والعلم الطبيعي. قال صاعد: وهو في وقتنا هذا مستوطن مدينة المرية.